# Терапія сексуальних розладів
Терапія сексуальних розладів — лікування сексуальних дисфункцій, таких як неконсумація, передчасна еякуляція, імпотенція, низьке лібідо, небажані сексуальні фетиші, сексуальна залежність, болісний статевий акт, або відсутність сексуальної впевненості; надання допомоги людям, які перенесли сексуальне насилля. Секс-терапевти допомагають подолати ці проблеми, з можливістю відновлення активного сексуального життя.

## Методи лікування
Методи терапії сексуальних розладів поділяють на такі групи:
- медикаментозна терапія;
- фізіотерапія;
- тренінгові методи;
- гіпнотерапія;
- психотерапія;
- партнерська психотерапія;
- групова психотерапія.

Деякі цих методів лікування сексуальних розладів можуть не сприйматися певною частиною населення, навіть деякими фахівцями-сексологами, з моральної точки зору. У деяких країнах можуть вступати в суперечку з їхнім чинним законодавством. Зображення сексуальної тематики прирівнюється до розповсюдження порнографії або поширення "ненормальних" сексуальних стосунків. Секс-терапію, при якій навчання сексуальної поведінки відбувається в процесі особистого сексуального контакту, прирівнюється до поширення розпусних дій. Проте лікар повинен вибрати такий метод лікування, який спрямований на благо хворого, а остаточне рішення повинно бути за хворим.